# Древен Египет
Древен Египет е антична цивилизация в източната част на Северна Африка, по долното течение на река Нил на територията на днешната държава Египет.
Египетската цивилизация възниква около 3150 година пр.н.е. с политическото обединение от Нармер (Менес) на Горен и Долен Египет при първия фараон. Историята на Древен Египет се разделя на поредица от устойчиви царства, разделени от периоди на относителна нестабилност, наричани преходни периоди – Старото царство през ранната бронзова епоха, Средното царство през средната бронзова епоха и Новото царство през късната бронзова епоха. Египет достига апогея на своето могъщество при Новото царство, при управлението на XIX и XX династия, след което навлиза в период на бавен упадък. През последните столетия на Античността страната попада под властта на няколко последователни външни сили, а през 31 година пр.н.е. властта на фараоните е премахната и Египет става провинция на Римската република.
Успехът на древноегипетската цивилизация се дължи в значителна степен на нейната способност да се приспособи към условията в долината на река Нил. Предвидимите наводнения и контролираното напояване на плодородната долина създават излишък от земеделска продукция, който подхранва общественото развитие и културата. С тези излишни ресурси администрацията финансира експлоатацията на подземните богатства на долината и окръжаващите я пустинни области, ранното развитие на самостоятелна писменост, организацията на обществени строителни и селскостопански проекти, търговията със съседните области и армията. Тези дейности се организират от бюрократична система от елитни писари, религиозни водачи и администратори под контрола на фараона, който осигурява сътрудничеството и единството на народа в контекста на сложна система от религиозни вярвания.
Сред множеството постижения на древните египтяни са минни, геодезически и строителни техники, които позволяват изграждането на монументални пирамиди, храмове и обелиски, една от първите математически системи, практична и ефективна медицина, напоителни системи и селскостопански технологии, първите известни днес кораби, технологии за производство на фаянс и стъкло, нови литературни форми и най-старият известен мирен договор. Древен Египет оставя трайно наследство. Неговите изкуство и архитектура оказват влияние върху по-късните цивилизации, а древноегипетски антики са пренесени в отдалечени части на света. Монументалните останки от Древен Египет вдъхновяват въображението на пътешественици и писатели в продължение на векове. В по-ново време появилото се уважение към древността и разкопките стават основа на научното изследване на древноегипетската цивилизация и на по-висока оценка нейното културно наследство.

## Наименование
Те наричат себе си с името Ремту Кеми – „Хора от черната (земя)“, за разлика от Хазетиу – номадите от пустинята. Миср, както я нарекли съседните семитски народи, съответно Мисраим за израилтяните, е името, което носи съвременен ислямски Египет. Името Египет произлиза от гръцки (Αίγυπτος, произнася се Египтос) и се среща още през Омировата епоха, но вероятно се е появило през още по-ранен период; предполага се, че думата произлиза от вавилонското Хикуптах, транскрипция на египетското Хеткаптах – „Дворецът на ка на Птах“, което е било прозвище на Мемфис.

## История
В края на палеолита (1 000 000 – 1 500 000 г. пр.н.е.) пустинният климат на Северна Африка започва да става все по-горещ и сух, принуждавайки хората от региона да се концентрират в долината на Нил. С установяването там на ловците събирачи през средния плейстоцен (1 806 000 – 11 500 пр.н.е.) преди около 120 хиляди години Нил се превръща в гръбнака на Египет. Плодородните заливни тераси на реката дават на хората възможност за създаване на уседнала селскостопанска икономика и по-комплексно централизирано общество, което става крайъгълен камък в историята на човешката цивилизация.

### Додинастичен период
Долината е естествено разделена на две части: Горен Египет и Долен Египет. Горен Египет представлява тясна ивица земя, която се простира на 900 км по течението на река Нил – от Асуан до Мемфис, но е не по-широка от 30 км, като на места се стеснява до няколкостотин метра. Тази отвоювана от пустинята област е наречена Шемау – йероглифът за означаване на думата съдържа двата знака, символизиращи областта: напоителните канали, без които нейният разцвет би бил невъзможен, и папурът (или тръстиката), считани за типични за Горен Египет. Долен Египет включва областта, разположена на север от Мемфис, образувана от Делтата на река Нил. Символ на тази „земя на Севера“ – Тамеху – е папирусът, който расте в изобилие в мочурищата около образуваните от наносите на река Нил езера. През додинастическата епоха на тези две територии се образуват две независими държави и дори след като Менес осъществява обединението на Египет, сливайки двете царства, фараонът остава владетел на „двете земи“. и политическа връзка помежду им, така както река Нил останал географската връзка между двете области (виж Делтата на Нил и Саид).
По своето положение египетската цивилизация принадлежи към близкоизточните, но духът на нейната култура е белязан и от африканската ѝ ориентация и я отличава от съвременните ѝ народи със забележително своеобразие. Разбира се, влиянието на климатичните и географските условия върху развитието на египетската цивилизация не трябва да се преувеличава, но не може и да се отрече. Изолираното положение на долината на река Нил, отделена от околния свят с огромни пустини, е причината от додинастическата епоха до края на Средното царство египетската цивилизация да се развие самостоятелно в затворена система. Тя изградила познатия ни специфичен облик, а откъслечните контакти с най-близките ѝ съседи не били достатъчно дълбоки, за да окажат по-чувствително влияние.
В замяна на това Египет несъмнено упражнява известно влияние върху съвременните си цивилизации още от мига, когато, превръщайки се в завоевател с поглед, обърнат към Азия, встъпва в – понякога твърде „тесни“ – контакти с чуждите народи.
Трудно е да се определи заимстването и приноса на една нация спрямо съседите ѝ. Със сигурност Египет дължи на Азия откритието на металургията, колелото, коня, а вероятно дори неолитната си цивилизация. Определено азиатски са и някои елементи от додинастическата му култура. Но след периода на асимилиране и съзидание, когато египетската цивилизация търси своето място и все повече се утвърждава, от края на додинастическия период до края на Старото царство, Египет ще дава от себе си на съседните народи. По време на Средното царство египетското влияние се разпростира по цялото ханаанско крайбрежие, което по-късно става Финикия. При царуването на Сезострис I египетското надмощие се налага от Угарит (Рас Шамра) до Газа, като в Северна Сирия то продължава до края на амарнската епоха, а в Южна – до края на владичеството на Рамезидите с прекъсване през периода, предшестваш идването на власт на хиксосите, чиято империя, основана около град Аварис, доминира от Крит до Вавилония. По времето на фараоните от XVIII династия тяхното влияние се простира над целия регион на Близкия изток и Егейско море и ако вавилонският е езикът на висшата администрация, египетски се говори от Ефрат до Сини Нил.
Във всички ханаански селища от късната бронзова епоха египетските паметници са многобройни и тяхната значимост е видна в градове като Билбос, където е открит египетски храм, посветен на покровителката на града – Хатхор. Действително Билбос е мястото с най-силно египетско влияние в Ханаан, защото, както е известно, още през додинастичния период именно оттам населението от поречието на река Нил си доставяло дървен материал за строителство. Археологическите разкопки потвърждават наличието на египетска традиция по тези земи – разкрити са множество предмети, характерни за додинастическата епоха. Освен това Египет, изглежда, е оказал влияние върху Ханаан не само в монументалното изкуство и занаятите. Според Зикарбаал – принц на Билбос, съвременник на пътешествието на Уну-Амон – съвършенството и мъдростта тръгнали от Египет, за да стигнат в неговата страна; вярно е, че перото на египетски писар приписва подобни твърдения на един финикиец. Това твърдение не е лишено от основание, а влиянието на египетската мисъл върху библейската литература е безспорен факт. В „Книга на мъдростите“ са заимствани и адаптирани около 30 максими от „Мъдростта на Аменемопе“ (виж Египетски мъдрости), а когато търсим извора на някои теми и идеи от „Книга на Йов“ и „Еклезиаст“, навярно следва да се позовем на текста на „Разговор на един египтянин с неговата душа“. Исая вероятно е заимствал от „Поучения на Ипуер“ своя разказ за отчаянието на евреите. Установени са съответствия и между „Химн на Атон“ и псалм CIV. Някои учени допускат, че в близкия досег с традиционните погребални схващания в Египет, евреите са осъзнали възможността за живот на душата след смъртта; във всеки случай изображенията на претегляне на сърцето в божиите везни, което неведнъж се среща в книгите на Стария Завет, са пряко заимствани от Египет.
Гърците също вярвали, че в долината на река Нил ще открият извора на всички мъдрости. През митичната епоха Данай идва в Арголида именно от Египет, а Херодот приписва на египтяните основаването на оракула в Додона. Смятало се, че всички гръцки мъдреци – от Ликург и Питагор до Платон и Аполоний Тиански – са пътешествали в Египет. Солон е заел някои от законите си от кодексите на Бокхорис и Амазис. Съвременните хора отрекоха голяма част от влиянието на египтяните, което гърците сами им отредиха в изграждането на своята цивилизация, като същевременно повярваха, че ще открият в Египет на фараоните не един от изворите на гръцката цивилизация: съществуват схващания, че гръцкият дорийски стил е наследил формата на някои египетски колони, наречена „протодорийска“, че в своите описания Омир се е вдъхновявал от изображенията по мастабите, че Елевзинските култове произхождат от тези на Изида, че корените на досократическата философия следва да се търсят в древноегипетската мисъл, че еолийските лирически поети, и най-вече Сафо, черпели своето вдъхновение от любовната поезия от долината на река Нил и т.н. Това са само хипотези, някои от които са ако не напълно съчинени, то най-малкото спорни. Без съмнение авторите често преувеличават мащаба на влиянията между цивилизациите, но е възможно някои контакти все още да са останали незабелязани и непроучени. Безспорен факт е общото признание както на древните, така и на съвременните хора, на авторитетно място на Египетската цивилизация, а оттам и едно сигурно, но трудно определимо влияние върху културното развитие на нейните съседи. Няма съмнение, че древна Нубия дължи на Египет най-високите постижения на своята цивилизация, която през Късната епоха представлява африканизиран отглас на египетската култура. Името египет произлиза от древното наименование, с което елините наричали земята по долното течение на река Нил. Египтяните наричали земята си та кемет (черна земя) заради местната почва.

### Архаичен период
Египетският жрец от 3 век пр.н.е. Манетон групира дългата поредица фараони от Менес до неговото време в 30 династии, система, която продължава да се използва и днес. Той започва своята официална история с владетел на име Мени (Менес на гръцки), за когото се смята, че обединява двете царства на Горен и Долен Египет (около 3100 година пр.н.е.). Преходът към единна държава вероятно протича по-дълго, отколкото според текстовете на древноегипетските автори, а и липсват съвременни писмени данни за владетел на име Менес. Днес някои учени смятат, че митичният Менес може би е фараонът Нармер, изобразен като обединител със символите на властта в церемониалната Плочка на Нармер.
През Архаичния период, около 3150 година пр.н.е., първите династични фараони укрепват своята власт в Долен Египет, установявайки столицата си в Мемфис, откъдето контролират трудовите ресурси и земеделието в плодородната Делта на Нил, както и доходоносния и стратегически важен търговски път към Азия. Нарастващите сила и богатство на фараоните през този период е отразено в техните сложни мастаби – гробници и култови сгради в Абидос, служещи за поклонение пред обожествяваните фараони след тяхната смърт. Силната монархическа институция, създадена от фараоните, служи за легитимиране на държавния контрол въру земята, труда и ресурсите, ключови за оцеляването и растежа на древноегипетската цивилизация.

### Старо царство
Периодът на Старото царство е свързан със забележителен напредък в строителството, изкуството и техниката, подхранван от нарастващата производителност в селското стопанство, дължаща се на развитата централна администрация. Под ръководството на тжати държавните чиновници събират данъци, координират напоителни проекти, които повишават добивите, мобилизират селяните за работа на обществени строежи и организират правосъдна система, за да поддържат реда. С ресурсите, извлечени от производителната и стабилна икономика, държавата финансира строителството на колосални паметници и създаването на произведения на изкуството в работилниците на владетеля. Пирамидите, построени от фараоните Джосер, Хеопс и техните наследници, са най-известните символи на древноегипетската цивилизация.
Едновременно с нарастващото значение на централната администрация се издига и класата на образованите писари и чиновници, които получават от фараона земи в замяна на своите услуги. Фараоните раздават поземлени имения и за финансиране на култа към мъртвите и местните храмове, за да могат тези институции да поддържат култа към фараона след неговата смърт. Към края на Старото царство петвековната практика на подобни дарения постепенно подкопават икономическата власт на фараона, който вече трудно успява да поддържа разрастналата се централизирана администрация. С намаляването на властта на фараона областните управители започват да се противопоставят на неговото върховенство, което, заедно с тежката суша между 2200 и 2150 година пр.н.е., довежда страната до 140-годишен период на глад и размирици.

### Първи преходен период
В края на Старото царство централната власт се разпада и администрацията вече не може да поддържа стопанската организация на страната. Местните управители не могат да разчитат на владетеля за помощ по време на криза, а недостигът на храна и политическите противоречия се превръщат в глад и локални граждански войни. Въпреки тежките проблеми, местните лидери, освободени от задълженията към фараона, използват новите си възможности. Установили контрол върху собствените си ресурси, провинциите стават по-богати – факт, демонстриран от по-големите и пищни погребения сред всички обществени прослойки. Провинциалните художници и занаятчии възприемат и доразвиват културни мотиви, по-рано ограничени до владетелския двор, а грамотното съсловие развива литературни стилове, изразяващи оптимизма и оригиналността на периода.
Свободни от задължения към фараона, местните управители започват да си съперничат за територии и политическо влияние. Към 2160 година пр.н.е. управителите на Хераклеопол установяват контрол над Долен Египет, а техните съперници от Тива – над Горен Египет. С експанзията на тиванските управители на север сблъсъкът между двете династии става неизбежен. Около 2055 година пр.н.е. тиванците, водени от Ментухотеп II, успяват да надделеят, обединявайки двете части на страната и поставяйки началото на период на стопанско и културно възраждане, известен като Средно царство.

### Средно царство
Фараоните от Средното царство възстановяват стабилността и стимулират възстановяването на изкуствата, литературата и монументалните строителни проекти. Ментухотеп II и неговите наследници от XI династия управляват от Тива, но основателят на XII династия Аменемхет I премества столицата в Ититави, град в оазиса Фаюм, чието точно местоположение не е известно. Фараоните от XI династия предприемат дългосрочни мелиоративни проекти, за да увеличат селскостопанското производство около новата столица. Те завладяват части от Нубия с богати кариери и златни мини, а в източната част на Делтата изграждат големи укрепителни съоръжения, за да се предпазят от нападения от Азия.
С осигуряването на военната и политическа сигурност и на стопанското развитие, населението на страната нараства, а изкуствата и религията преживяват разцвет. За разлика от елетистките възгледи за боговете на Старото царство, за периода на Средното царство са характерни засилените изяви на лично благочестие и своеобразна демократизация на задгробния живот, в който всички хора притежават душа и могат да бъдат приети сред боговете. Литературата на Средното царство се характеризира със сложни теми и образи и е писана в доверителен красноречив стил. Релефите и портретните статуи от периода улавят умело индивидуални черти на персонажите, достигайки високо техническо ниво.
Последният значим владетел на Средното царство, Аменемхет III, допуска заселници от Азия в Делтата, за да осигури работна ръка за своите големи минни и строителни начинания. Тези амбициозни проекти, съчетани с неадекватните наводнения от река Нил в края на управлението му, натоварват икономиката и ускоряват бавният упадък към Втория преходен период при следващите XIII и XIV династии. По време на този упадък азиатските заселници започват да увеличават влиянието си в Делтата, като в крайна сметка установяват властта си над целия Египет и остават в историята под името хиксоси.

### Втори преходен период
Около 1785 година пр.н.е., с отслабването на властта на фараоните на Средното царство, азиатските имигранти в град Аварис установяват контрол в източната част на Делтата, принуждават централното правителство да се оттегли на юг в Тива и започват да се отнасят към фараона като към васал, дължащ им данък. Хиксосите („чуждестранни владетели“) имитират египетските модели на управление и се изобразяват като фараони, интегрирайки египетски елементи в своята култура.
След своето оттегляне на юг тиванските владетели се оказват притиснати между хиксосите на север и техните нубийски съюзници, кушитите, на юг. След години на бездействие, Тива намира достатъчно сили, за да се изправи срещу хиксосите в конфликт, продължил повече от 30 години, до 1555 година пр.н.е. Фараоните Секененра Таа II и Камос успяват да удържат победи срещу нубийците, но едва наследникът на Камос Яхмос I с успешна поредица от военни кампании окончателно премахва присъствието на хиксосите в Египет. В следващия период на Новото царство армията е най-важният приоритет за фараоните, които се опитват да разширят границите на Египет и да установят своята хегемония в целия Близък изток.

### Ново царство
Новото царство е период на безпрецедентен разцвет, в който фараоните укрепват своите граници и засилват дипломатическите връзки със съседите си. Военните кампании при Тутмос I и неговия внук Тутмос III разширяват влиянието на фараоните, които застават начело на най-голямата империя, която Египет някога е създавал. Когато Тутмос III умира през 1425 година пр.н.е., Египет се простира от Ния в северната част на Сирия до четвъртия праг на Нил в Нубия, има лоялни съседи и разполага с достъп до критични вносни продукти като бронз и дървен материал. Фараоните на Новото царство предприемат мащабна строителна кампания, за да наложат култа към бог Амон, център на който е храмовият комплекс в Карнак. Те строят и паметници, прославящи техните собствени постижения, както реални, така и въображаеми. Жената фараон Хатшепсут използва подобни пропагандни средства, за да легитимира своите претенции към трона. Нейното успешно управление е известно с търговските експедиции до Пунт, елегантния погребален храм, два колосални обелиска и малка храмова сграда в Карнак. Въпреки тези постижения на Хатшепсут, нейният наследник Тутмос III в края на своето управление се опитва да заличи всички следи от управлението ѝ, вероятно като отмъщение за това, че тя узурпира предназначения за него трон.
Около 1350 година пр.н.е. стабилността на Новото царство е застрашена, когато Аменхотеп IV предприема поредица от радикални и хаотични реформи. Променяйки името си на Ехнатон, той обявява дотогава слабоизвестното божество Атон за върховен бог, потиска култа към останалите богове и се опитва да ограничи властта на жреческото съсловие. Ехнатон премества столицата в новооснования град Ахетатон, занемарява външната политика и е изцяло погълнат от своята нова религия и свързания стил в изкуството. След неговата смърт култът към Атон е бързо изоставен и следващите фараони Тутанкамон, Ай и Хоремхеб се опитват да заличат всяко споменаване на ереста на Ехнатон, известна днес като Амарнски период.
Около 1279 година пр.н.е. тронът е зает от Рамзес II, наричан също Рамзес Велики, който строи нови храмове, издига нови статуи и обелиски и става баща на повече деца от всеки друг фараон в историята. Рамзес II е смел военачалник и ръководи своята армиа в битката при Кадеш с хетите, след която сключва най-старият известен мирен договор (около 1258 година пр.н.е.). Въпреки това богатството на Египет превръща страната в привлекателна цел за нашествия, особено за либийците и т.нар. морски народи. Първоначално армията успява да отблъсне нашествениците, но с времето Египет е принуден да изостави Сирия и Палестина. Ефектът от външните заплахи е усилен от вътрешните проблеми, като корупция, разграбване на гробници и политически безредици. Върховните жреци в храма на Амон в Тива натрупват огромни богатства и земи и тяхното нарастващо влияние разцепва страната през Третия преходен период.

### Трети преходен период
Трети преходен период на Древен Египет включва времето между 1090 – 712 пр.н.е. Редуват се времена на възход и упадък. Включва 21 до 24 династия. Шешонк I, завоевателят на Йерусалим, който ограбил Соломоновия храм. При управлението на 24 династия Египет за известно време попада под властта на Етиопия.
След смъртта на Рамзес XI през 1078 пр.н.е., Смендес приема властта над северната част на Египет, управлявайки от град Танис. Югът е ефективно контролиран от първосвещеници на Амон в Тива, които признават Смендес само като име.

### Късен период
През този период държавата отслабва.

### Птолемеева династия
През 332 г. пр.н.е., Александър Велики завладява Египет с малко съпротивление от персите и е приветстван от египтяните като освободител. Администрацията, създадена от наследниците му – царството на Птолемеите, се основава на египетски модел и се установява в новата столица Александрия. Градът демонстрира властта и престижа на елинизма и се превръща в средище на знания и култура, центрирана в известната Александрийска библиотека. Богатата книжнина е свързана с производството на папирус. Фарът на Александрия осветява пътя на много кораби, осъществяващи оживена търговия из цялото Средиземноморие.
Елинистическата култура не измества традиционната египетска култура, тъй като Птолемеите се опитват да задържат лоялността на населението. Те построяват нови храмове в египетски стил, подкрепящи традиционните култове и представящи ги като фараони. Някои традиционни култове, като гръцки и египетски богове, са били обединени в божества, като Серапис, а класическите гръцки форми на скулптура са повлияни от традиционни египетски мотиви. Въпреки усилията, Птолемеите не успяват да заздравят царството и династията започва да запада, особено след смъртта на Птолемей IV. В допълнение, тъй като Рим разчита повече на вноса на зърно от Египет, римляните имали голям интерес от политическата ситуация в страната. Продължаващите египетски бунтове, амбициозните политици и мощните сирийски опоненти от Близкия изток, направили тази ситуация нестабилна, довеждайки Рим да изпрати войски, за да осигурят сигурност на страната като провинция на империята.

## Управление и икономика

### Администрация
Политическата организация в Древен Египет включва:
- фараон (повече от цар, той е главен администратор, командир на армията, първи магистрат и върховен жрец)
- носач на сандалите на фараона
- номарх (местен благородник, натоварен с управлението на ном от името на фараона)
- везир (налага справедливост от името на фараона)
- писар
- командир на войската (организира военните действия според желанията на фараона)
- войници
- върховен жрец
- жреци
- армия

### Търговия
Търговските сделки с чуждите страни са в ръцете на фараона, който изпращал свои служители на обиколка из пазарите и на преговори с царете, владеещи източните средиземноморски пристанища, за да закупят дървен материал и продукти, употребявани от двора и висшите сановници. Жреците също са разполагали със своя флота, която изпращали при покупка на дървен материал, използван при строителството на храмове, и за благовония, необходими при обслужването на култа. В епохите на могъщество тези чужди стоки не се купували, а се получавали като налог от Нубия и азиатските държави. Държавата организира експедициите до Червено море, където се разменят накити срещу безценните продукти на Пунт.
Съществувала е и вътрешна търговия, която може да се осъществява само на конкретни места. Изключения са хората с най-обикновен произход като Беб, който забогатял от търговия, като пренасял стоката си с мулета и кораби, построил складове и в крайна сметка успял да стане везир на фараон от Средното царство. Изображения от Старото царство показват пазарите в градове и села, където се е осъществявала размяната на стоки. Продавачите седят пред сергиите си – голям кош със зеленчуци, сладкиши, гримове и парфюми, риба, която продавачът грижливо изчиства преди да я продаде, накити и бижута. Купувачите, мъже и жени, носят на раменете си торби или малки ковчежета, съдържащи продуктите, които ще разменят срещу изложената стока. Наличието на такива изображения е доказателство за съществуването на дребна търговия. Многобройните египетски пазари трябва да са изглеждали като всички останали източни и африкански пазари, така, както можем да ги видим и в наши дни.

## Култура
Комбинацията от благоприятни географски характеристики са допринесли за успеха на древноегипетската култура, най-важната от които била богата плодородна почва в резултат от годишното наводнение на река Нил. Така древните египтяни са били в състояние да произвеждат изобилие от храна, което позволявало на населението да отделят повече време и ресурси, за техните културни, технологични и художествени занимания. Разпределянето на земята е от решаващо значение в древен Египет, защото данъците са оценени въз основа на размера на земята.
Земеделието в Египет е било зависимо от цикъла на река Нил. Египтяните познавали три сезона: Akhet (наводнение), Peret (засаждане), и Shemu (прибиране). Сезонът на наводнения продължавал от юни до септември, намиращият се на бреговете на реката почвен слой от богата на минерали тиня била идеална за отглеждане на култури. След като намалеел потопа на водата, настъпвало времето за засаждане от октомври до февруари. Фермерите разоравали и засявали семена в областите, които са били напоявани с канавки и канали. В Египет имало малко валежи, така че земеделските производители са разчитали на Нил, за да напоява посевите им. От март до май, земеделските производители, използвали сърпове за прибиране на реколтата от културите, които след това били вършени с вършея, за да се раздели сламата от зърното. Пресявали реколтата за отстраняване на плявата от зърното, а след това зърното се смилало на брашно, което сварено се използвало да се направи бира или се съхранявало за по-нататъшна употреба.
Древните египтяни култивирали жито и ечемик, както и няколко други зърнени култури, всички, които са били използвани, за да се направят двете основни хранителни неща – хляб и бира. Ленените растения, изкоренени преди да започнат цъфтежа, са били отглеждани заради влакната на техния стъбла. Тези влакна се разделят по тяхната дължина и се въртят в нишка, която се използва, за да тъкат листа за бельо или за направата на дрехи. Папитусът, който расте по бреговете на река Нил, се използвал за направата на хартия. Зеленчуците и плодовете се отглеждали в градини, в близост до жилищата и на по-високи места, и трябвало да се поливат на ръка.

### Храна
Основна храна в Египет били хлябът и бирата. Хлябът се произвежда най-вече от пшеница, но също и от други зърнени култури и дори от лотос. Бедните се задоволявали с тази храна, като към нея прибавяли и фурми, смокини и грозде, или понякога приготвяли печена на дървена жарава патица или гъска. Обитателите на мочурливите местности ядели и стебла от лотос, плодове от лилия и стръкове папирус. Заможните хора обаче не се задоволявали с толкова проста храна и обедите и вечерите им можели да бъдат пищни — на фараонската трапеза се предлагат многобройни видове птици — патици, гъски, гълъби, пъдпъдъци, както и месо, най-вече говеждо, на което египтяните били големи потребители. Рибата от Нил не била ценена навсякъде еднакво, но можела да се яде или печена или просто сушена и осолена. Заедно с различните зеленчуци и пресните и сушени плодове се поднасяли и сладкиши на основата на мед и зърна от рожков, които служели за подсладител. Що се отнася до млечните продукти, не може да се каже със сигурност дали маслото и сиренето са били известни.
Египтяните вероятно се хранели три пъти дневно, но не се знае кое хранене е било най-важно за тях; всички ястия се ядели с пръсти и на разположение на сътрапезниците се поставяли съдове за изплакване.